# Tajmúr bin Fajsal
Tajmúr bin Fajsal (1. ledna 1886, Maskat – 28. ledna 1965, Bombaj), celým jménem al-Wasik Biláh al-Madžid Sajjid Tajmúr bin Fajsal bin Turki (arabsky تيمور بن فيصل بن تركي‎), byl sultán Maskatu a Ománu v období od 15. října 1913 do 10. února 1932. Narodil se v Maskatu a na trůn nastoupil po svém otci Fajsalu bin Turki. Byl nositelem Řádu Indické říše v kategorii KCIE (Knight Commander) a Řádu hvězdy Indie v kategorii CSI (Companion).
Tajmúr vystřídal svého otce na postu sultána v říjnu 1913. Když přebíral vládu nad zemí, zdědil dluhy a rebelii rozšířující se mezi kmeny. V letech 1915 až 1920 pomáhali Britové sultánovým silám dodáváním finančních a materiálních prostředků pro boj s povstaleckými kmeny, což zajistilo dostatečný odpor, ale nikoli celkové vítězství. Vznikla nelehká situace mezi válkou a mírem, kdy sultán ovládal Maskat a přímořská města a imám vnitrozemí. Tento stav byl tiše odsouhlasen a uzákoněn v Síbské smlouvě, kterou zprostředkoval britský politický agent v Maskatu. Smlouva byla mezi sultánem a kmeny, jež zastupoval šejk Isa íbn Salí al Harthi, vůdce kmene al-Harth.
Na oplátku za plnou autonomii se kmeny z vnitrozemí zavázaly k zastavení útoků na pobřeží. Síbská smlouva rozdělila Maskat a Omán a v podstatě tak posloužila k udržení britských zájmů skrze sultána a bez nasazení britského vojska v regionu. Zajistila politickou nehybnost mezi Maskatem a Ománem do doby po roku 1950, kdy objevy ropy ve vnitrozemí znovu rozpoutaly konflikty. Tajmúr posléze souhlasil se zkrácením doby svého setrvání ve funkci a získal tak půjčku od vlády Britské Indie s dobou splatnosti v řádu deseti let. Zapůjčené prostředky postačily k vyrovnání dluhů vůči obchodníkům. Když v roce 1932 sultán Tajmúr abdikoval z finančních důvodů, zdědil jeho nejstarší dvaadvacetiletý syn Saíd bin Tajmúr zadluženou vládu.
Později žil v zahraničí, většinou v Indii, která byla stále v područí Britů. Zemřel v indické Bombaji. Za svůj život byl šestkrát ženatý a zplodil pět synů a dceru.